# Sovereign (EP)
Sovereign è un EP dei Neurosis del 2000, uscito a cavallo tra Times of Grace e A Sun that Never Sets, opera di appena quattro tracce che sembrano voler riprendere le file del discorso lasciato con "Times of Grace". Difatti l'ultima traccia di questo EP, "Sovereign", rimanda all'ultimo motivo che chiude l'album Times of Grace, in questo caso molto più sviluppato rispetto a Road to Sovereignty.
Apre Prayer, in una calma apparente di arpeggi appena accennati, per poi sfociare in un intreccio di urla e canti tribali che accompagnano l'ascoltatore nel vortice infernale della successiva canzone An Offering. Un breve ed inquietante intervallo di percussioni e suoni distorti sfociano nell'ultimo brano Sovereign che esplode in tutta la sua potenza in quella successione finale di accordi il cui motivo rimanda ai violini di Road to Sovereignty dell'album precedente.